# مارک پیووفسکی
مارک پیووفسکی (لهستانی: Marek Piwowski؛ تلفظ لهستانی: [ˈmarɛk piˈvɔfskʲi]؛ زادهٔ ۲۴ اکتبر ۱۹۳۵) بازیگر، کارگردان فیلم و فیلم‌نامه‌نویس اهل لهستان است.
از فیلم‌ها یا مجموعه‌های تلویزیونی که وی در آن‌ها نقش داشته‌است، می‌توان به کروز و ترازنامه سه‌ماهه اشاره نمود.